# Наумов, Александр Рудольфович
Алекса́ндр Рудо́льфович Нау́мов (род. 30 ноября 1966, Буй, Костромская область) — российский химик, кандидат химических наук. Ректор Костромского государственного университета в 2014—2023 гг.; ректор Санкт-Петербургского национального исследовательского академического университета имени Ж. И. Алферова РАН с февраля 2023 года. Заслуженный работник высшей школы Российской Федерации (2023).

## Биография
Родился 30 ноября 1966 года в городе Буе Костромской области.
В 1988 году окончил Ленинградский государственный педагогический институт имени А. И. Герцена по специальности «химия». 
В том же году начал работать в Костромском государственном педагогическом институте имени Н. А. Некрасова. Прошёл путь от ассистента до доцента кафедры химии. В 1999 году был назначен на должность начальника научно-организационного отдела КГУ им. Н. А. Некрасова (1999—2003 гг.), затем начальника управления научно-исследовательской деятельности (2003—2011 гг.), проректора по научной работе (2011—2014 гг.).
В июне 2014 года избран ректором Костромского государственного университета имени Н. А. Некрасова. С марта 2016 года назначен исполняющим обязанности ректора Костромского государственного технологического университета (КГТУ), осуществлял руководство реорганизацией КГТУ и КГУ им. Н. А. Некрасова на основе программы развития опорного Костромского государственного университета (КГУ). 29 июня 2017 года на конференции трудового коллектива КГУ избран ректором, вступил в должность с августа 2017 года. 25 мая 2022 года был переизбран ректором КГУ до 2027 года, в январе 2023 года исполняющим обязанности ректора Костромского государственного университета был назначен Денис Чайковский.
Александр Наумов в феврале 2023 года назначен исполняющим обязанности ректора Санкт-Петербургского национального исследовательского академического университета имени Ж. И. Алферова РАН. С июля 2024 года — ректор (уже без приставки «и.о.»).

## Награды
- Почётная грамота Министерства общего и профессионального образования (2003).
- Почётный работник высшего профессионального образования Российской Федерации (2008).
- Заслуженный работник высшей школы Российской Федерации (2023).
- Почётные грамоты и благодарственные письма Администрации Костромской области и Костромской областной думы.

## Публикации
Автор более 200 научных и учебно-методических публикаций по проблемам университетского образования и регионального развития, электрохимико-термической обработки металлов и сплавов.